# Abruvã
Abruvã (Abruwan) era uma vila do Período Sassânida situada no distrito rural de Daste e Barim na divisão administrativa de Ardaxir-Cuarrá, no sudoeste de Pérsis. Sua localização exata é incerta, mas presume-se que esteja situada entre Firuzabade e Tavaz. Pode ser a cidade costeira homônima que sofreu notavelmente com os ataques árabes durante o início do reinado de Sapor II (r. 309–370). É notável por ser o berço de Mir-Narses, o ministro (grão-framadar) dos xainxás Isdigerdes I (r. 399–420), Vararanes V (r. 420–438), Isdigerdes II (r. 438–457) e Perozes I (r. 457–484). Lá Mir-Narses construiu vários edifícios, incluindo templos de fogo. Um dos templos foi nomeado Mir-Narsiã, e ainda foi aceso no século XI. Também fundou quatro aldeias no bairro de Abruvã, onde foram construídos templos de fogo ao longo de cada jardim de palmeiras, oliveiras e ciprestes. As fundações serviram como propriedade hereditária dos descendentes de Mir-Narses até o século XI.